# Hanna Szełech
Hanna Szełech, ukr. Ганна Шелех; (ur. 14 lipca 1993 w Doniecku) – ukraińska lekkoatletka, tyczkarka.

## Osiągnięcia
| Rok  | Impreza                                        | Miejsce  | Pozycja           | Wynik |
| ---- | ---------------------------------------------- | -------- | ----------------- | ----- |
| 2009 | Letni europejski festiwal młodzieży            | Tampere  | 6. miejsce        | 3,65  |
| 2010 | Kwalifikacje do igrzysk olimpijskich młodzieży | Moskwa   | 3. miejsce        | 4,05  |
| 2010 | Igrzyska olimpijskie młodzieży                 | Singapur | 3. miejsce        | 4,20  |
| 2012 | Halowe mistrzostwa świata                      | Stambuł  | 12. miejsce       | 4,30  |
| 2012 | Igrzyska olimpijskie                           | Londyn   | el. – 33. miejsce | 4,10  |

Medalistka mistrzostw kraju w różnych kategoriach wiekowych.

## Rekordy życiowe
- Skok o tyczce (stadion) – 4,50 (2014)
- Skok o tyczce (hala) – 4,60 (2012) do 2018 rekord Ukrainy